# Хуслія (Аляска)
Хуслія (англ. Huslia) — місто (англ. city) в США, у зоні перепису населення Юкон-Коюкук штату Аляска. Населення — 304 особи (2020).

## Історія
Перші будови на місці нинішнього міста з'явилися 1949 року — сюди вирішили перенести своє селище мешканці Катоффа, який стояв з 1920-х років в 6 кілометрах (по суші; по річці — в 26 кілометрах) від нинішнього місця, оскільки регулярні повені та ерозія річкового берега зробили життя там неможливою. Поселення назвали Гаслі (Huslee) на честь прилеглої річки, пізніше воно отримало нинішнє, трохи змінене, ім'я. Перша школа відкрилася 1950 року, в якій станом на 2010 рік навчаються 80 учнів; потім протягом двох років з'явилися поштове відділення, аеропорт та автомобільна дорога. 1960 року відкрилася клініка; 1963 року заробили 29 водорозбірних колонок. 1969 року Гуслія отримало статус міста (city2-о класу). 1974 року заробило цілорічний водопровід.
Можна відзначити, що місце, на якому стоїть Гуслія, з 1886 року використовувалося місцевими мешканцями як кладовище, проте до моменту зведення перших споруд селища, майже все воно вже було змито в річку через еррозію.

## Географія

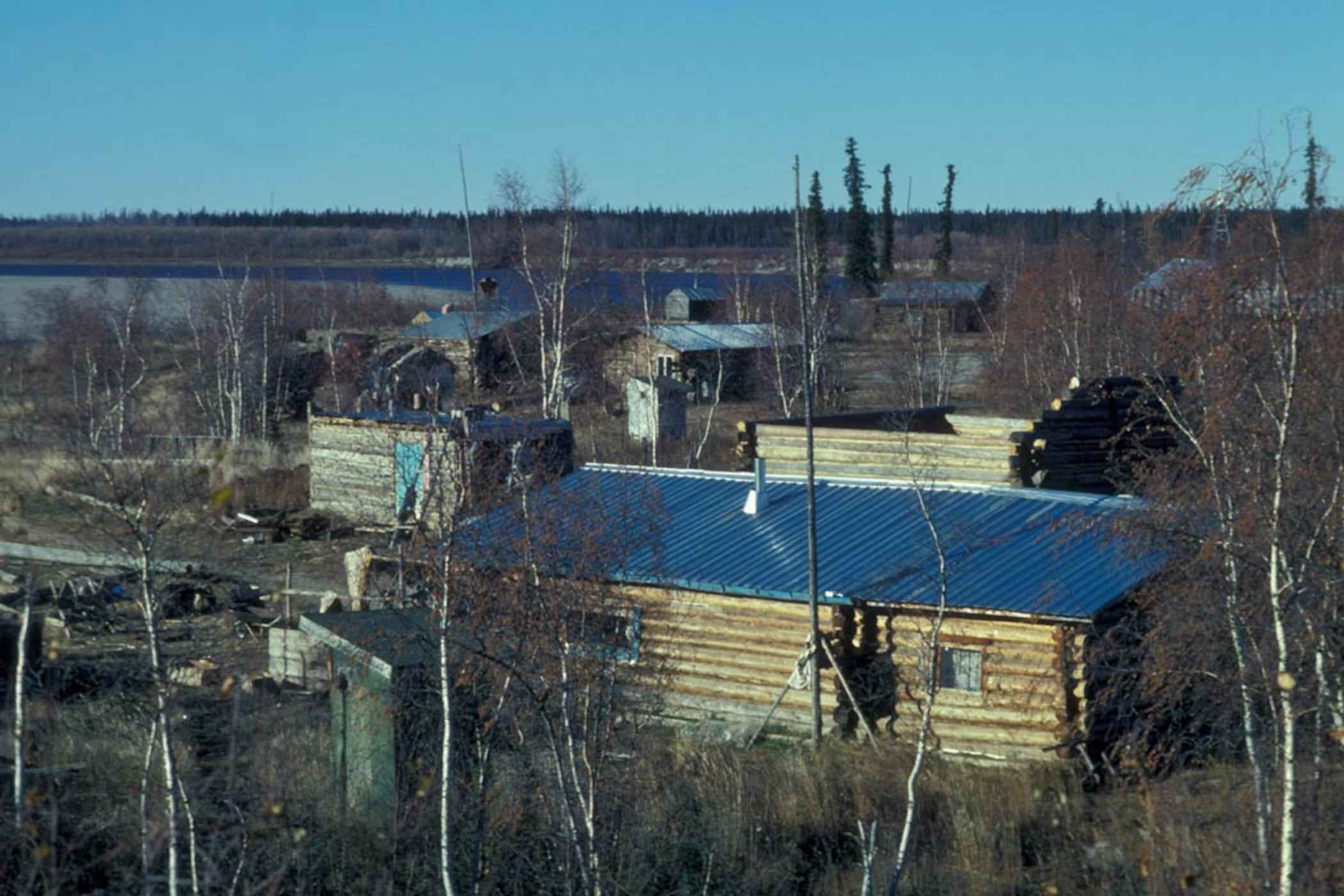
Гуслія

Гуслія розташоване в західній частині центральної Аляски на березі річки Коюкук. Місто обслуговує однойменний аеропорт. Гуслія розташоване на території заповідника Koyukuk National Wildlife Refuge.
Хуслія розташована за координатами 65°42′25″ пн. ш. 156°18′21″ зх. д. / 65.70694° пн. ш. 156.30583° зх. д. (65.706970, -156.305807). За даними Бюро перепису населення США в 2010 році місто мало площу 44,24 км², з яких 42,56 км² — суходіл та 1,67 км² — водойми.

## Демографія
Згідно з переписом 2010 року, у місті мешкало 275 осіб у 91 домогосподарстві у складі 63 родин. Густота населення становила 6 осіб/км². Було 105 помешкань (2/км²).
Расовий склад населення:
| - 92,4 % — корінних американців - 6,5 % — білих |

До двох чи більше рас належало 1,1 %. Частка іспаномовних становила 0,0 % від усіх жителів.
За віковим діапазоном населення розподілялося таким чином: 39,6 % — особи молодші 18 років, 50,2 % — особи у віці 18—64 років, 10,2 % — особи у віці 65 років та старші. Медіана віку мешканця становила 25,8 року. На 100 осіб жіночої статі у місті припадало 97,8 чоловіків; на 100 жінок у віці від 18 років та старших — 90,8 чоловіків також старших 18 років.
Середній дохід на одне домашнє господарство становив 47 954 долари США (медіана — 42 000), а середній дохід на одну сім'ю — 50 347 доларів (медіана — 43 036). За межею бідності перебувало 24,5 % осіб, у тому числі 33,7 % дітей у віці до 18 років та 14,7 % осіб у віці 65 років та старших.
Цивільне працевлаштоване населення становило 135 осіб. Основні галузі зайнятості: публічна адміністрація — 37,0 %, освіта, охорона здоров'я та соціальна допомога — 23,0 %, будівництво — 15,6 %, роздрібна торгівля — 10,4 %.
Як домашню мову спілкування 66,7 % мешканців використовують англійська, решта 33,3 % — атабаскську.